# Polska na Letnich Igrzyskach Olimpijskich 1948
| Występy Polaków na Letnich Igrzyskach Olimpijskich 1948 |     |       |        |      |      |      |      |      |      |        |
| Sportowcy                                               | Lp. | złoto | srebro | brąz | 4 m. | 5 m. | 6 m. | 7 m. | 8 m. | Punkty |
| 37                                                      | 34. | 0     | 0      | 1    | 2    | 1    | 0    | 1    | 0    | 22     |

Polskę na Letnich Igrzyskach Olimpijskich 1948 w Londynie reprezentowało 37 zawodników (30 mężczyzn, 7 kobiet). Był to piąty start reprezentacji Polski na letnich igrzyskach olimpijskich.

## Zdobyte medale
| Medal | Zawodnik          | Dyscyplina | Konkurencja   | Rezultat          | Data        |
| ----- | ----------------- | ---------- | ------------- | ----------------- | ----------- |
| Brąz  | Aleksy Antkiewicz | Boks       | waga piórkowa | wygrana na punkty | 13 sierpnia |

## Występy Polaków

### Boks
- Janusz Kasperczak – waga musza, przegrał 1. walkę (1. eliminacja)
- Wawrzyniec Bazarnik – waga kogucia, przegrał 1. walkę (1. eliminacja)
- Aleksy Antkiewicz – waga piórkowa, 3. miejsce (brązowy medal)
- Zygmunt Chychła – waga półśrednia, odpadł w ćwierćfinale
- Antoni Kolczyński – waga średnia, przegrał 1. walkę (2. eliminacja)
- Franciszek Szymura – waga półciężka, odpadł w ćwierćfinale

### Kajakarstwo
- Czesław Sobieraj – K-1, 1000 m, odpadł w eliminacjach; K-1, 10000 m, 7. miejsce
- Alfons Jeżewski, Marian Matłoka – K-2, 1000 m, odpadli w eliminacjach; K-2, 10000 m, 10. miejsce

### Lekkoatletyka
- Henryka Nowak – skok w dal, odpadła w eliminacjach
- Jadwiga Wajsówna – rzut dyskiem, 4. miejsce
- Melania Sinoracka – rzut oszczepem, 11. miejsce
- Edward Adamczyk – skok w dal, 11. miejsce; dziesięciobój, 9. miejsce
- Mieczysław Łomowski – pchnięcie kulą, 4. miejsce; rzut dyskiem, odpadł w eliminacjach
- Witold Gerutto – pchnięcie kulą, 10. miejsce; dziesięciobój, 19. miejsce
- Wacław Kuźmicki – dziesięciobój, 16. miejsce

### Szermierka
- Irena Nawrocka – floret, odpadła w eliminacjach
- Rajmund Karwicki – szpada, odpadł w eliminacjach
- Jan Nawrocki – szpada, odpadł w eliminacjach
- Bolesław Banaś, Rajmund Karwicki, Jan Nawrocki, Antoni Sobik, Teodor Zaczyk – szpada, odpadli w ćwierćfinale
- Antoni Sobik – szabla, odpadł w półfinale
- Bolesław Banaś – szabla, odpadł w eliminacjach
- Teodor Zaczyk – szabla, odpadł w eliminacjach
- Bolesław Banaś, Jan Nawrocki, Antoni Sobik, Jerzy Wójcik, Teodor Zaczyk – szabla, 5–8. miejsce

### Olimpijski Konkurs Sztuki i Literatury 1948
Uwaga! Medale przyznane w konkursie nie są wliczane do klasyfikacji medalowej.
| Medal | Artysta         | Konkurencja | Za                    |
| ----- | --------------- | ----------- | --------------------- |
| Złoto | Zbigniew Turski | Muzyka      | „Symfonia olimpijska” |